# 니칸와일란
니칸 와일란(만주어: ᠨᡳᡴᠠᠨ
ᠸᠠᡳ᠌ᠯᠠᠨ Nikan Wailan; 한국 한자: 尼堪外蘭 니감외란, ? ~ 1587년)은 건주여진(建州女眞) 숙수후부(蘇克素滸部, Suksuhu Aiman)의 추장이다.

## 본명
양황기개원동가씨(鑲黃旗開原佟佳氏) 족보(族譜) 및 만주 양황기 사람 유학자 타탑라자(他塔喇子)의 『만주실록(滿洲實錄)』 역주에 따르면, 니칸 와일란의 본성(本姓)은 퉁갸씨(佟佳氏, Tunggiya Hala)이며, 휘는 포고로(布庫魯)라고 한다. 그리고 그의 별명 니칸 와일란(만주어: ᠨᡳᡴᠠᠨ
ᠸᠠᡳ᠌ᠯᠠᠨ Nikan Wailan)은 한자로는 한인외랑(漢人外郞)을 뜻한다. 니칸 와일란은 고려인의 후손이자 명 요동총병관(遼東總兵官)이었던 이성량(李成梁)의 지배를 받고 있었다.
니칸이나 와일란의 본래 의미와는 관계없이 인명으로 사용되었고, 두 개가 합쳐져서 이중 이름이 되기도 했다. 이러한 이중 이름은 여진족과 기타 다양한 퉁구스 씨족 및 부족의 작명 관행이었는데, 17세기 전기 만주족과 그들의 국가가 수립되고 언어와 민족적 정체성을 통합해 가는 과정에서 소멸되었다고 볼 수 있다.

## 생애
니칸 와일란은 건주여진 8부 중 숙수후부(蘇克素滸部, Suksuhu Aiman)의 추장이었다. 니칸 와일란은 탁시(Taksi, 塔克世)의 부하였다. 건주여진(建州女眞) 최강자 왕고(王杲) 피살 이후, 그 아들 아타이(Atai, 阿台)가 부친의 복수를 위하여 구러성(gure i hoton, 古勒城)으로 들어가 재기를 꿈꿨다. 1583년, 이성량은 '아타이를 잡지 못하였으니 결국 화의 근원이 되었다(阿台未擒, 終爲禍本)'라고 하며, 아버지의 복수를 위해 요동(遼東)을 약탈하던 아타이의 구러성(gure i hoton, 古勒城), 아하이(阿海, Ahai)의 샤지성(šaji hoton, 夏吉城)을 공격했다. 구러성에서 공방전이 시작되자 숙수후부 소부락의 추장 중 하나였던 기오창가(Giocangga, 覺昌安)는 아들 탁시(Taksi, 塔克世)와 함께 구러성으로 갔다. 이때, 이성량을 보좌하던 니칸 와일란은 구러성의 백성에게 아타이를 죽이면 성주로 삼겠다는 선동을 했고 이때 기오창가와 탁시도 사망했다.
1583년 5월, 외가에서 부친의 본거지였던 허투알라(Hetu ala, 赫圖阿拉)로 귀환한 누르하치(Nurhaci, 努爾哈赤)는 갑옷 30여 벌, 병력 100여 명을 규합한 채, 니칸 와이란이 성주로 있던 투룬(圖倫, Turun)을 공격하자 도주했다. 이후 누르하치는 니칸 와일란을 잡기 위해 일대를 지속적으로 탐문했고, 마침내 1586년 7월, 니칸 와일란이 거주하던 오르혼(俄爾渾, Orhon)성을 공격했다. 이때 니칸 와일란은 도주했고, 그의 향병 40인이 누르하치에게 30여 군데 창상을 입히는 성과를 거두었다. 하지만 누르하치는 자이사(戒沙, Jaisa)에게 40기를 주어 명나라의 요동도사(遼東都司)로 도주하던 니칸 와일란을 추격하도록 했고, 니칸 와일란은 명의 외면으로 자이사에게 참수당한 채로 누르하치에게 받쳐졌다. 이후 누르하치는 이성량에게 더욱 충성하였고 이성량은 허투알라의 누르하치에게 은 800냥, 비단 15필을 하사했다.

## 같이 보기
- 여진의 지도자 목록